# Franklin Springs
Franklin Springs é uma cidade localizada no estado americano de Geórgia, no Condado de Franklin.

## Demografia
Segundo o censo americano de 2000, a sua população era de 762 habitantes.
Em 2006, foi estimada uma população de 786, um aumento de 24 (3.1%).

## Geografia
De acordo com o United States Census Bureau tem uma área de
5,4 km², dos quais 5,4 km² cobertos por terra e 0,0 km² cobertos por água.

## Localidades na vizinhança
O diagrama seguinte representa as localidades num raio de 20 km ao redor de Franklin Springs.